# Rose Monteiro
Rose Monteiro (rođena Bassett) (1. svibnja 1840. – 11. veljače 1898.) bila je sakupljačica biljaka s kraja 19. stoljeća i prirodnjakinja koja je provela nekoliko godina u Lourenço Marquesu (danas Maputo) u zaljevu Maputo u Mozambiku.
Monteiro je rođena u Londonu. Udala se za Joachima Johna Monteira, britanskog rudarskog inženjera i prirodoslovca. Proveli su nekoliko godina u Angoli gdje je njezin suprug radio kao rudarski inženjer i prirodoslovac. Potom su se 1876. preselili u Lourenco Marques, gdje je njezin suprug radio kao regrut za zapošljavanje u Cape Colony do svoje prerane smrti 1878.
Monteiro je 1891. objavila "Zaljev Delagoa: njegovi urođenici i prirodna povijest", gdje opisuje širok spektar flore iz te regije. Jedna od vrsta koju opisuje bio je sukulent iz porodice aloa, s vrlo gustim išaranim lišćem i glavicama blijedo ružičastih cvjetova. Monteiro je poslala uzorke u Kew Gardens 1886. godine, gdje je uzgajan i cvjetao do 1889. godine. Ta se vrsta tada zvala po njoj, Aloe Monteiroæ.. ortkrila je i biljnu vrstu Stapelia longidens, koja je danas priznata pod imenom Orbea longidens
Monteiro je također sakupljala leptire koje je dijelila s drugim kolekcionarima, od kojih je mnogo njih uključeno u knjigu 'Južnoafrički leptiri'.